# Cacau (romance)
Cacau foi o segundo romance de Jorge Amado, publicado em 1933.
Inicia o "Ciclo do Cacau" e conta a história dos trabalhadores em fazendas de cacau do sul da Bahia, na década de 1930, a expansão das idéias socialistas e a luta de classes no hostil mundo dos trabalhadores do cacau.
Este romance está integrado no surto do regionalismo de carácter socializante que viria a influir na eclosão do Neo-Realismo português.